# Léglise
Léglise es un municipio situado en la provincia de Luxemburgo, en la región de Valonia, Bélgica. Tiene una población estimada, a inicios de 2024, de 5839 habitantes.

## Geografía
Está ubicado al sur del país, en la zona de las Ardenas y cerca del río Sûre, un afluente del río Mosela.

### Secciones
Comprende los territorios de los siguientes municipios (hoy secciones) disueltos en 1977:
| - Léglise - Assenois - Ébly - Mellier - Witry |

### Pueblos y aldeas
El municipio comprende los pueblos y aldeas de:
- en Assenois: Habaru, Bernimont, Chevaudos, Lavaux, Naleumont, Nivelet y Les Fossés
- en Léglise: Xaimont, Narcimont, Gennevaux y Wittimont
- en Mellier: Thibessart y Rancimont
- en Ébly: Chêne, Vaux-lez-Chêne, Maisoncelle y Bombois
- en Witry: Traimont, Volaiville y Winville
- Louftémont, Behême y Vlessart

## Demografía

### Evolución
El siguiente gráfico refleja la evolución demográfica del territorio actual del municipio, incluyendo los municipios que se fusionaron el 1 de enero de 1977.
| Gráfica de evolución demográfica de Léglise entre 1846 y 2024 |
|                                                               |